# Eye 2 Eye
Eye 2 Eye est un groupe de rock progressif français, originaire de la région parisienne. Formé en 2003, il compte sept albums One in Every Crowd en  2006, After All... en 2009, The Wish en 2011, The Light Bearer en 2017, Nowhere Highway en 2020, The New Wish (version ré-enregsitrée de The Wish) en 2021 et Lost Horizon en 2025

## Biographie
Eye 2 Eye est un groupe de rock progressif français de la région parisienne, créé par Philippe Bénabès (claviers) et Didier Pègues (batterie et claviers) au début de l'année 2003,,, à la suite de la dissolution de leur précédent groupe, ADN. Trois musiciens également orphelins de leur ex-groupe, Limelight, viennent leur prêter main-forte : Benoit Derat (chant et guitares), Médéric Colas (guitares) et Cécile Carretero (basse). Médéric Colas quitte rapidement le groupe pour des raisons personnelles et est remplacé dans un premier temps par Bruno Pègues, frère du batteur puis début 2004 par Amirouche Ali Benali,,.
Les premiers efforts du groupe sont basés autour d'une reprise d'un titre de David Gilmour, guitariste de Pink Floyd, intitulé Near the End. Ce morceau sera utilisé pour un album de reprise en hommage à Pink Floyd : None of Us is Pink, au début de l'année 2006. Durant cette période, le groupe se voit proposer de participer à un album en hommage au groupe hollandais Ayreon. Eye 2 Eye décide de reprendre Back on Planet Earth de l'album Actual Fantasy, sorti en 1996, sur un mode plus « ambient » que le morceau d'origine. Cette même reprise sera utilisée sur le premier album du groupe, intitulé One in Every Crowd, qui sortira le 26 octobre 2006 chez Musea,,. Benoit Derat et Cécile quitteront le groupe, peu avant la sortie de cet album,.
En 2007, de nouvelles compositions se mettent en place. Un nouveau bassiste est trouvé en la personne d'Aymeric Delteil en mai, puis en décembre de cette même année, Jacques Daly devient le nouveau chanteur. Les textes sont rapidement écrits et l'enregistrement se poursuit. Courant 2008, le groupe, initialement appelé Eye to Eye, se voit obligé de changer légèrement de patronyme, à la suite de la demande d’un autre groupe homonyme,. Une version de You, extrait du premier album est réenregistrée en fin d’année, avec la voix de Jacques.
After All... sort le 9 février 2009, chez Musea. Dès sa sortie, le groupe bénéficie de chroniques élogieuses. Le groupe sera même nommé aux Prog Awards en Italie, dans la catégorie « Meilleur album étranger ». 
Eye 2 Eye décide de se lancer dans l'écriture d'un concept album dont le nom de travail est Wax, sur une idée originale de Jacques Daly. Mais les avis divergent et finalement, Jacques décide de quitter la formation pour poursuivre une carrière en solo. Djamel Zaidi (Leader du groupe Transperception) vient proposer ses services au groupe en décembre 2009. Eye 2 Eye décide de continuer sur l'idée d'un concept album. Ils se lancent dans une adaptation du roman d'Oscar Wilde : The Picture of Dorian Gray. Début 2011, leur album The Wish est en cours de mixage et sort le 9 décembre de cette même année chez Musea. Djamel Zaidi quitte le groupe en mai 2012 pour d’autres projets musicaux,…
Avec The Light Bearer (Musea, 2017), Eye 2 Eye sort enfin d'un silence qui aura duré cinq ans,. Les influences néo-progressives d'autrefois se font moins évidentes, pour laisser la place à d'autres, plus symphoniques. Le chant, maintenant tenu par Michel Cerroni, s'avère profond et lyrique, tandis que les arrangements sont toujours plus soignés. Les guitares sont tenues par Bruno Pègues, frère cadet de Didier, qui tenait déjà les guitares rythmiques sur une majorité des titres du groupes, jusqu'alors. Un quatuor à cordes vient également apporter un peu de nouveauté,,.
Le morceau intitulé "Ghosts - Part 1" pousse le groupe à en écrire une suite, dès la sortie de cet album,. Si le travail de composition se déroule rapidement, Michel Cerroni est contraint de quitter le groupe en juillet 2018, pour des raisons professionnelles. Jack Daly décide de réintégrer la formation dès le mois de septembre. L'enregistrement du nouvel album continue de plus belle, aidé par de nouveaux invités comme Claudine Istria (chœurs), Marie Pascale Vironneau (violon) et Thierry Lalet (feadog), pour se terminer début 2020. Étienne Damin prend en charge le mixage durant le premier confinement, au printemps 2020 .
Cet album intitulé "Nowhere Highway" sort finalement le 4 décembre 2020 sur le Label Allemand Progressive Promotion Records,,,.
En 2021 Eye 2 Eye enregistre une nouvelle version de son album The Wish sous le titre "The New Wish"
En 2025 le groupe sort son nouvel album "Lost Horizon"

## Membres

### Membres actuels
- Philippe Bénabès – claviers (depuis 2003)
- Didier Pègues – batterie, claviers (depuis 2003)
- Bruno Pègues – guitares (depuis 2014)
- Paul "Hilrant" Tilley – chant (depuis 2023)

### Anciens membres
- Benoit Derat – chant (2003-2007)
- Djamel Zaidi – chant, guitares (2009-2012)
- Amirouche Ali Benali – guitares (2004-2012)
- Cécile Carretero – basse (2003-2007)
- Médéric Collas - guitares (2003-2003)
- Aymeric Delteil – basse  (2007-2011)
- Elise Bruckert – violon (2003-2011)
- Michel Cerroni - Chant (2014-2018)
- Jack Daly - chant (2007-2009 puis 2018-2023)
- Étienne Damin – basse (2011-2023)

### Membres invités
- Sophie Guille des Buttes - violon (2017)
- Marie Delaunay - violon (2017)
- Chloé Lecoq - violon alto (2017)
- Matthieu Lecoq - violoncelle (2017)
- Audrey Ruquet - chant (2017)
- Karim Chetitah – guitares (2011)
- Lucie Lemauff – chœurs (2006)
- Marie Lemauff – chœurs (2006)
- Lou Prigent – chœurs (2009)
- Kelly Mezino - chœurs (2017)
- Natasha Morley - chœurs (2017)
- Marie Hortense Carlach - chœurs (2017)
- Claudine Istria - chœurs (2020)
- Thierry Lalet - feadog (2020)
- Marie Pascale Vironneau - violon (2020)

## Discographie

### Albums studio
- 2006 : One in Every Crowd[4]
- 2009 : After All...[22]
- 2011 : The Wish[23].
- 2017 : The Light Bearer
- 2020 : Nowhere Highway[24]
- 2021 : The New Wish
- 2025 : Lost Horizon

### Participations
- 2006 : None of Us is Pink
- 2007 : Revenge of the Ayreonauts